# Gea heptagon
Gea heptagon är en spindelart som först beskrevs av Nicholas Marcellus Hentz 1850.  Gea heptagon ingår i släktet Gea och familjen hjulspindlar. Inga underarter finns listade i Catalogue of Life.